# 同級生、のちセクシー女優
『同級生、のちセクシー女優』（どうきゅうせい、のちセクシーじょゆう）は、テレビ東京で2021年3月31日から放送されたテレビ番組。

## 概要
AV女優の学生時代の思い出の地を女性レポーターとともにめぐり、心に残る場所や人と触れ合う旅番組。テレビ東京の番組カテゴリーでは「情報・ドキュメンタリー」となっているものの、番組内では旅番組であることが強調されている。
特定の司会者や出演者は設けていないが、公式サイトでは第1回出演者の紗倉まなの顔写真がトップバナーとして使用され、紗倉は第2回にも継続出演した。
タブー視されがちな同級生や家族といった周囲の人物の心境も丁寧に取り上げており、テレビドガッチでは第1回放送を「（AV女優というと）エロばっかりが求められる中、AV女優さんの素を映してくれる、良い番組」と反響を記述した。

## 放送内容

### 2021年
| 回 | 放送日時                       | 出演者                                                       | 訪問地       | 備考 |
| -- | ------------------------------ | ------------------------------------------------------------ | ------------ | ---- |
| 1  | 3月31日（30日深夜）0:30 - 1:00 | 紗倉まな 大島麻衣（リポーター）                              | 祇園駅周辺   |      |
| 2  | 4月9日（8日深夜）1:00 - 1:30   | 紗倉まな 小倉由菜 岩倉美里(現・イワクラ)（リポーター、蛙亭） | 原宿、神保町 |      |

## スタッフ
- ナレーター - 奥谷楓
- 企画構成 - 上野優人
- カメラ - 小瀧裕之
- 音響効果 - 小柴大（佳夢音）
- EED - 本間隆造
- MA - 野宮聡
- ロケ技術 - ファーストハンド
- 資料提供 - ソフト・オン・デマンド株式会社、SODクリエイト株式会社
- デスク - 田中彩菜
- 演出補 - 山田沙折
- ディレクター - 安田太地、岩﨑伶央、齋藤恵介
- 演出 - 中野誠
- 企画・プロデューサー - 秋葉祐太朗
- チーフプロデューサー - 内田久喜
- 制作協力 - ZION
- 制作著作 - テレビ東京